# Stéphane Besle
Stéphane Besle (* 23. Januar 1984 in Haguenau) ist ein ehemaliger französischer Fußballspieler.
Während seiner aktiven Karriere stand er ausschließlich in Frankreich sowie in der Schweiz unter Vertrag und absolvierte in der Eidgenossenschaft im Punktspielbetrieb für Neuchâtel Xamax, dem FC St. Gallen und dem FC Aarau 311 Spiele, in denen er 23 Tore schoss. 

## Karriere

### Anfänge (bis 2005)
Der gebürtige Elsässer Besle hatte mit dem Fußballspielen beim Nachwuchs des SC Schiltigheim begonnen, ehe er in die Nachwuchsakademie des damaligen Erstligisten Racing Straßburg wechselte. Von dort wechselte er in den Nachwuchs des RC Lens. 2001 kam er in dessen zweite Mannschaft. In der Saison 2003/04 bestritt Besle sein Profidebüt; am 18. Januar 2004 wurde er bei der 2:3-Niederlage am 21. Spieltag der Ligue 1 gegen Olympique Marseille in der 75. Minute für Daouda Jabi eingewechselt. Dies blieb sein einziges Spiel für die Profimannschaft von Lens.

### Neuchâtel Xamax (2005 bis 2012)
2005 wechselte Besle in die Schweizer Super League zu Neuchâtel Xamax. Sein Debüt für den Klub aus Neuenburg gab er am 27. August 2005 beim 0:3 am siebten Spieltag gegen den FC Basel in der Startformation. In der Folgezeit wurde der nun 21-jährige Abwehrspieler Stammspieler. Am 18. November 2005 erzielte Besle seinen ersten Treffer für Xamax beim 3:2-Sieg am 15. Spieltag gegen den FC Thun mit dem Tor zum zwischenzeitlichen 1:2. Am Ende stieg Xamax jedoch in die zweite Liga, die Challenge League, ab; zuvor war man in der Barrage dem FC Sion unterlegen. Besle blieb in Neuchâtel und war auch in der Zweitklassigkeit für den Klub aktiv, um 2007 beim direkten Wiederaufstieg zu helfen. In den Jahren darauf pendelte man zwischen Mittelmaß und Abstiegskampf. Im Januar 2012 wurde Besle und seinen drei Mannschaftskollegen Haris Seferović, Javier Arizmendi und Vincent Bikana fristlos gekündigt, nachdem sie sich beim Vorstand des Vereins über ausstehende Gehaltszahlungen beschwert hatten.

### Zwischen Frankreich und der Schweiz (2012 bis 2017)
Nach seiner Entlassung in Neuenburg war Besle auch bei den deutschen Klubs TSV 1860 München und FC Ingolstadt im Gespräch. Letztendlich kehrte er nach Frankreich zurück und unterschrieb für ein halbes Jahr beim zu diesem Zeitpunkt in der Ligue 2 spielenden FC Metz. Bis zum Saisonende kam er für Metz auf 15 Einsätze. Besle und die Lothringer stiegen am Saisonende in die drittklassige National ab.
Nach dem Abstieg kehrte Besle in die Schweiz zurück und unterschrieb beim FC St. Gallen, der zuvor in die Axpo Super League aufgestiegen war. Sein Debüt für die Mannschaft aus St. Gallen gab er am 1. September 2012, als er am 8. Spieltag gegen den FC Sion in der Anfangsformation stand und nach 88 Minuten durch Philippe Montandon ersetzt wurde. In seinem ersten Jahr in der Ostschweiz spielte er in 24 Spielen und erzielte vier Treffer. Mit St. Gallen belegte Besle den dritten Tabellenplatz, der gleichbedeutend mit der Teilnahme an der Qualifikation zur Europa League war. Dort setzten sie sich in der Play-off-Runde gegen Spartak Moskau durch. Sein Europapokaldebüt gab er am 19. September 2013 im ersten Europa-League-Gruppenspiel gegen FK Kuban Krasnodar; Besle stand in der Anfangsformation. Die Partie wurde mit 2:0 gewonnen. Am 7. November 2013 erzielte Besle bei der 2:3-Niederlage gegen den FC Valencia sein erstes Tor in einem Europapokalwettbewerb per Kopfball zum 1:1. Im Ligabetrieb kam Besle zu 29 Einsätzen und erzielte ein Tor, in der Europa League kam er zu sechs Einsätzen; der FC St. Gallen schied in der Gruppenphase aus. In der Folgesaison kam Besle zu 28 Spielen und zwei Toren.
Zur Saison 2015/16 kehrte Besle wieder nach Frankreich zu seinem ehemaligen Klub RC Lens zurück. Am 8. August 2015 gab er sein Debüt beim 1:1 am zweiten Spieltag gegen Red Star 93; Besle spielte durch. Bereits am 11. Dezember 2015 kam Besle mit seiner Einwechslung in der 74. Minute für Déme N'Diaye beim 1:0-Sieg am 18. Spieltag gegen Paris FC zu seinem letzten Einsatz. Danach gehörte er nicht mehr dem Kader an.
Ende Januar 2016 ging Besle wieder in die Schweiz, diesmal zum FC Aarau. Er kam in der Rückrunde der Saison 2015/16 zu 15 Einsätzen und zwei Toren. In der Saison 2016/17 fiel er nach 13 Einsätzen von Anfang Dezember 2016 bis zum Saisonende wegen einer Hüftverletzung aus. Nachdem er auch an den ersten sechs Spieltagen der Saison 2017/18 verletzungsbedingt nicht zum Einsatz gekommen war, absolvierte er bis noch acht Ligaspiele und beendete zum 31. Dezember 2017 seine Karriere.

## Nach der Fussballerkarriere
Nach seinem Karriereende wurde Besle Polizeibeamter. Seit November 2018 besitzt er die Schweizer Staatsbürgerschaft.